# Victoria Beckham

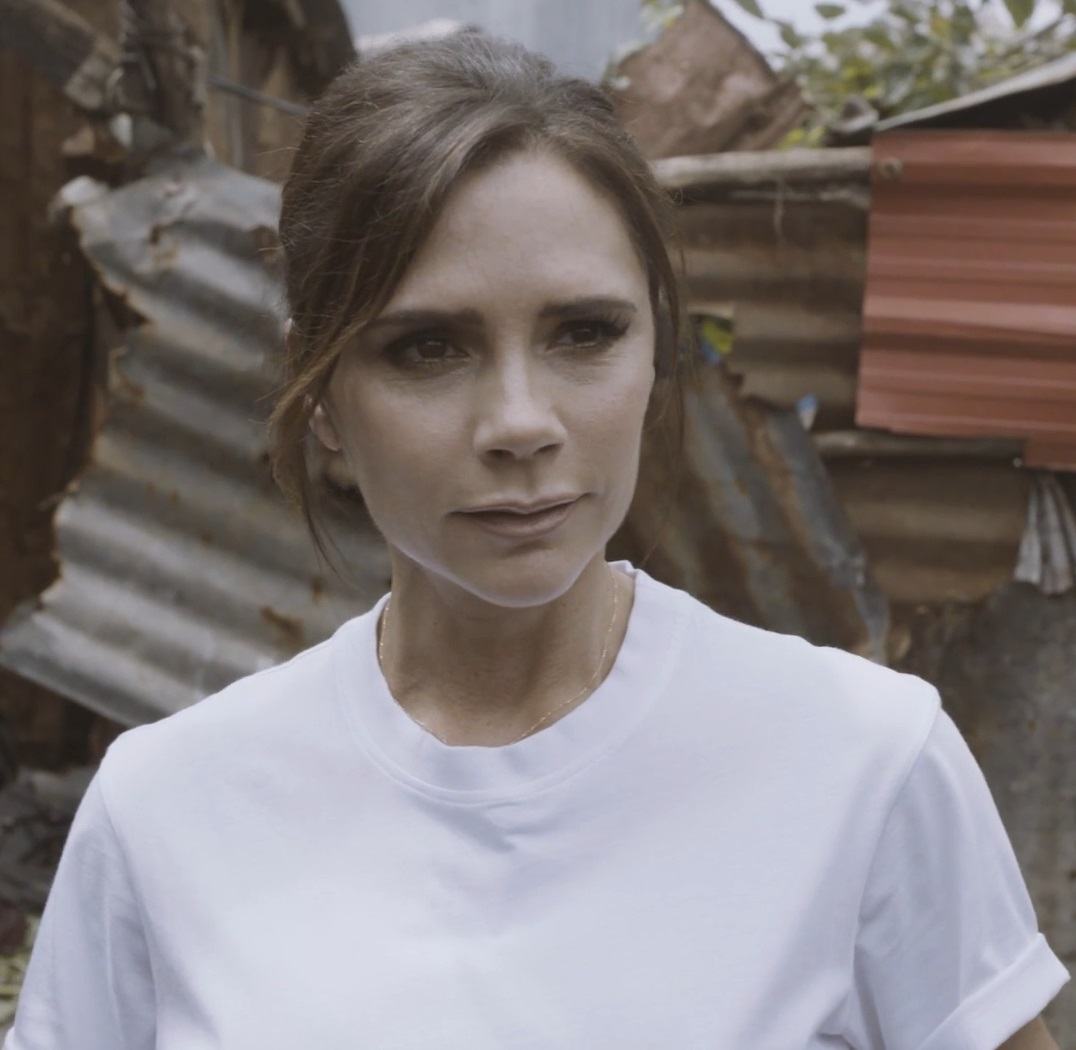
Victoria Beckham (2018)

Victoria Caroline, Lady Beckham, OBE, geborene Adams (* 17. April 1974 in Harlow, Essex) ist eine britische Sängerin, Songwriterin und Designerin. Bekannt wurde sie als Mitglied der Girlgroup Spice Girls.

## Jugend
Victoria Beckham wuchs im englischen Goffs Oak, Hertfordshire auf. Ihre Mutter war Versicherungsangestellte und Friseurin, ihr Vater Elektroingenieur. Gemeinsam betrieben sie einen Elektronikhandel. Sie hat zwei jüngere Geschwister. Ihre Eltern schrieben sie an der Jason Theatre School ein. Später erlernte sie Tanz und das Modeln.

## Karriere

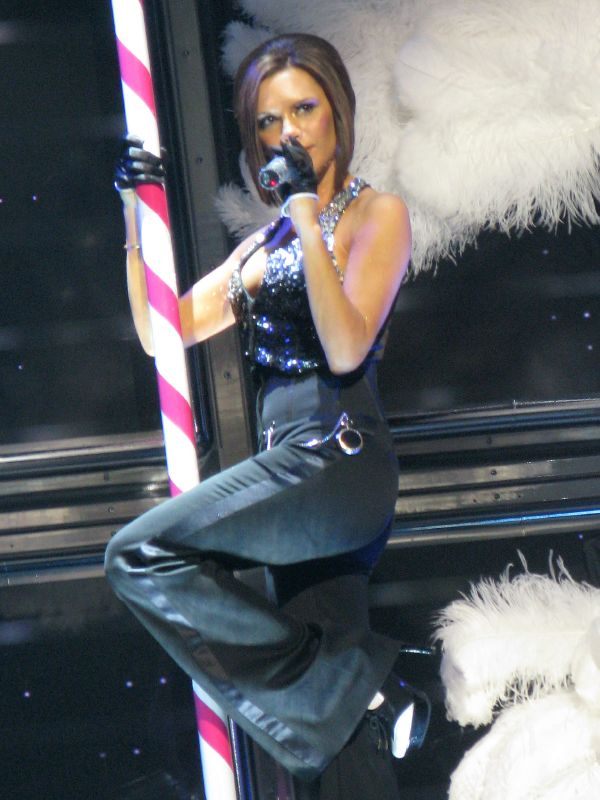
Beckham bei einem Auftritt (2007)

### Musikalische Karriere

#### Spice Girls
Bekannt wurde Beckham als Mitglied der fünfköpfigen britischen Girlband Spice Girls. Die Spice Girls formierten sich im Jahr 1994. Die fünf Mitglieder der Band – auch bekannt unter ihren Spitznamen – sind Melanie Brown (auch Melanie B oder Mel B) alias Scary Spice, Emma Bunton alias Baby Spice, Geri Halliwell alias Ginger Spice und Melanie Chisholm (auch Melanie C oder Mel C) alias Sporty Spice. Beckhams Spitzname in der Band ist Posh Spice (posh = englisch für vornehm).
Die erste Single der Spice Girls Wannabe erschien 1996 bei Virgin Records. Der Song erreichte in über 35 Ländern Platz 1 der Charts und verschaffte der Band internationale Bekanntheit. Im Jahr 1998 verließ Halliwell die Spice Girls. Nach Veröffentlichung ihres dritten Albums Forever im Jahr 2001 konzentrierten sich die vier verbliebenen Mitglieder auf ihre Solokarrieren. 2007 folgten eine letzte gemeinsame Welttournee in Originalbesetzung und die Veröffentlichung ihres Greatest Hits-Album. Die Welttournee spielte über 100 Millionen US-Dollar ein.
Im Jahr 2012 bewarben die fünf Bandmitglieder gemeinsam ihr Musical Viva Forever!. Im August des gleichen Jahres traten sie bei der Abschlussfeier der Olympischen Sommerspiele 2012 mit einem Medley ihrer größten Hits auf. 2019 folgte eine weitere Tour, welche jedoch ohne Victoria Beckham stattfand.
Die Band verkaufte in ihrer Karriere bisher mehr als 85 Millionen Tonträger.

#### Solokarriere
Beckham startete im Jahr 2001 ihre Solokarriere. Gemeinsam mit den Truesteppers und Dane Bowers veröffentlichte sie die Single Out of Your Mind. Die Single erreichte Platz 2 der britischen Charts und verkaufte sich mehr als 300.000 Mal. Ihr Album Victoria Beckham (2001) erreichte Platz 10 der Albumcharts. Aus dem Album wurden die Singles Not Such an Innocent Girl und A Mind of Its Own ausgekoppelt, die beide in die Top 5 der Singlecharts aufstiegen. Anfang 2004 erschienen sechs neue Lieder auf der DVD The 'Réal' Beckhams, inklusive der Top-3-Single bestehend aus den beiden Songs Let Your Head Go und This Groove. Ihr zweites Album Open Your Eyes blieb unveröffentlicht, da Beckham entschied, ihre Musikkarriere zugunsten ihrer Karriere als Designerin zu beenden. Das Album erschien im Jahr 2006 illegal im Internet.

### Schauspielkarriere
Nachdem Beckham ihre Schauspielkarriere mit dem Film Spiceworld – Der Film (1997) begonnen hatte, bot ihr Tom Cruise 2006 eine Rolle als Alienbraut in dem Scientology-Film The Thetan an, was sie jedoch ablehnte.
Im Februar 2007 wurde berichtet, dass Beckham auf dem US-amerikanischen Fernsehsender NBC ihre eigene Reality-Show (Victoria Beckham: Coming to America) erhalten sollte, die sie und ihre Familie während des Umzuges von Madrid nach Los Angeles zeigt. Die ursprüngliche Vereinbarung sah sechs Episoden à 30 Minuten vor, wurde jedoch auf eine einstündige Sondersendung reduziert. Anfang Juli 2007 war sie in einer Gastrolle in der US-Telenovela Ugly Betty zu sehen, in der sie sich selbst mimte.

### Karriere als Model
2000 war Beckham auf dem Laufsteg Gastmodel für Maria Grachvogel. Ab 2009 war sie als Model für die italienische Marke Armani tätig, für die sie insbesondere Dessous präsentierte.

### Designerkarriere

Logo von „DVB“

2004 entwarf Beckham eine eigene Jeanskollektion sowie weitere Kollektionen für Rock and Republic unter dem Titel „VB Rocks“. Ihre Mode trägt immer ihr Logo: eine Krone mit den Initialen dVb. 2005 brachte sie zusammen mit ihrem Ehemann David das Parfum Intimately Beckham heraus. Später kam noch ein zweiter Duft des Paares mit dem Namen Signature raus. Im September 2006 gründete sie ihr eigenes Label „DVB Style“ und beendete ihre Zusammenarbeit mit Rock and Republic. 2010 gab der Geländewagenhersteller Land Rover bekannt, dass sie für ein Innendesign des Anfang Juli erstmals angekündigten Range Rover Evoque verantwortlich sein werde, um das Modell auch für weibliche Kunden attraktiver zu machen. Ende Dezember 2010 brachte sie ihre erste Taschenkollektion auf den Markt. Am 26. März 2013 wurde ihre Website mit neuem Onlineshop gelauncht und die neue Kleiderstrecke „Icon“ auf den Markt gebracht.
Ende Oktober 2014 wurde sie vom Wirtschaftsmagazin Management Today zur wichtigsten Unternehmerin Englands gekürt.
2009 war Victoria Beckham Gast-Jurorin bei Germany’s Next Topmodel. Die Models trugen ihre Kollektion beim Entscheidungs-Walk.
Im Zuge der New Year Honours 2017 wurde Beckham von Elisabeth II. als Officer des Order of the British Empire ausgezeichnet.

### Bücher
Unter ihrem Namen wurden zwei Bücher veröffentlicht. Beckhams Autobiografie Learning to Fly erschien 2001. Das Buch landete in den USA auf Platz 3 der Buchcharts und wurde in mehrere Sprachen übersetzt. 2006 erschien That Extra Half an Inch: Hair, Heels and Everything in Between (zu Deutsch Das gewisse Etwas). Das Buch gelangte in den Sunday Times Book Charts bis auf Platz 2.

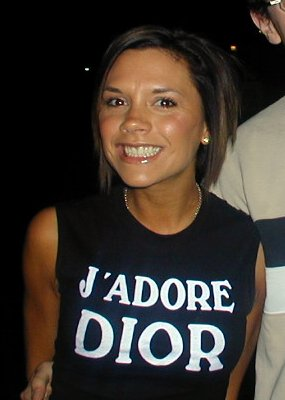
Beckham (1999)

### Engagement
Seit 2008 unterstützt Beckham eine Kampagne des Designers Marc Jacobs gegen Hautkrebs. Zu diesem Zweck entwarf Jacobs ein T-Shirt, auf dessen Vorderseite sie nackt zusammen mit dem Slogan „Protect the Skin You're In“ abgebildet ist. Seit Februar 2008 sind die T-Shirts zugunsten der Hautkrebshilfe in den Läden von Jacobs zu erwerben.

## Privatleben

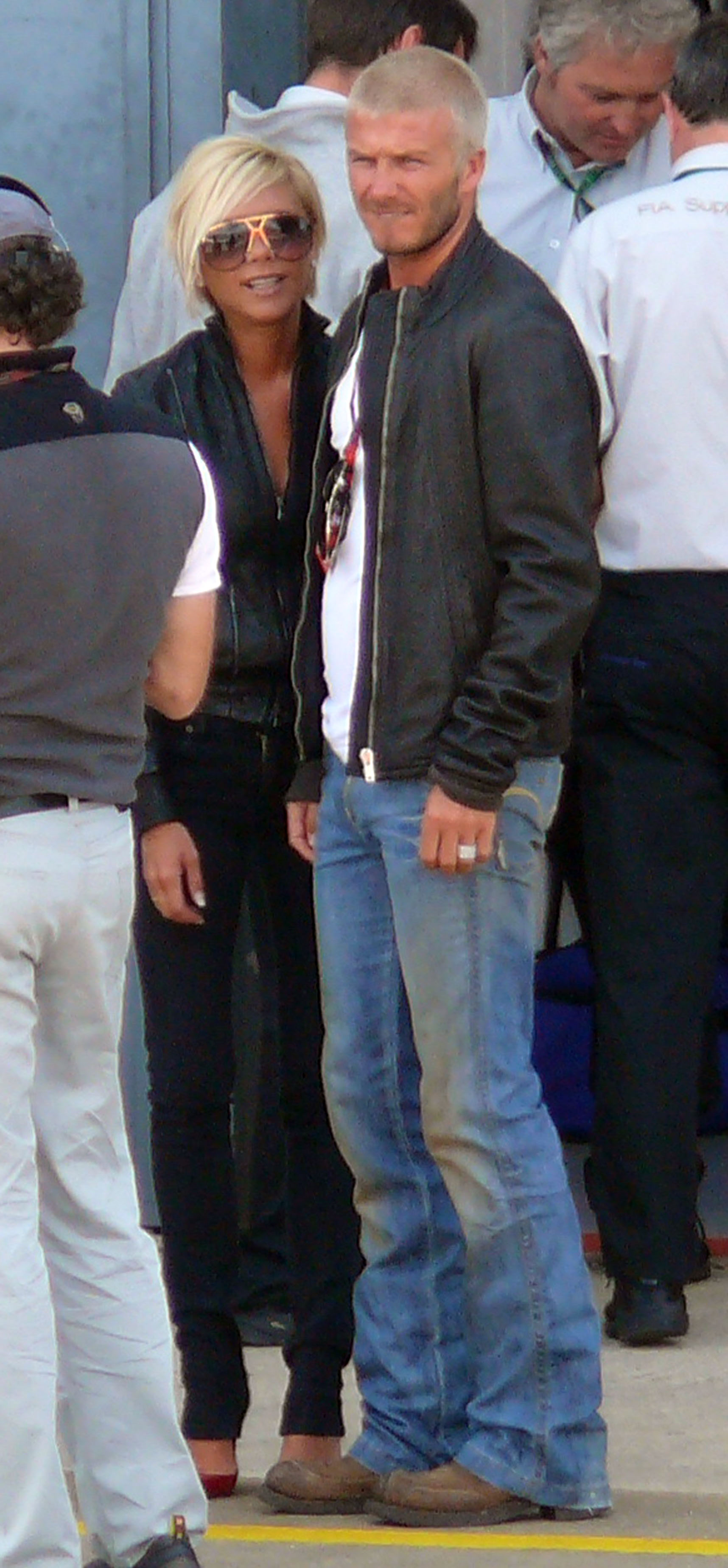
Victoria und David Beckham (2007)

Beckham heiratete am 4. Juli 1999 den Fußballspieler David Beckham auf Luttrellstown Castle in Irland unter Ausschluss der Öffentlichkeit. Die Rechte an ihren Hochzeitsfotos verkaufte das Paar an die Zeitschrift OK!. Die Beckhams haben zusammen drei Söhne; Brooklyn (* 1999), Romeo (* 2002) und Cruz (* 2005); sowie eine Tochter, Harper (* 2011), mit denen sie seit 2008 in Los Angeles leben. Ende 2006 wurde bekannt, dass ihr Sohn Romeo an Epilepsie leidet. Weil unter anderem Blitzlicht einen epileptischen Anfall auslösen kann, baten die Beckhams die Presse um Rücksichtnahme auf ihren zweitältesten Sohn. Pressevertreter erklärten daraufhin, deshalb kein Blitzlicht mehr benutzen zu wollen.
Zu Beckhams Vorfahren gehört Carl Heinrich Pfänder (1819–1876). Dieser stammte aus Heilbronn und kam um 1845 nach London, wo er Revolutionär im Umfeld von Karl Marx und Friedrich Engels war.

## Trivia
- Im gesamten Jahrgang 2008 der US-Modezeitschrift Elle war die Ausgabe mit Beckham auf dem Cover (Januar 2008) die verkaufsstärkste (413.000 Exemplare). Der Januar ist laut dem US-Medien- und Modefachmagazin WWD traditionell einer der auflagenschwächsten Monate, daher ist dieser Rekord besonders herausragend.[15]
- Anfang Januar 2008 wurde Beckham vom Stilkritiker Richard Blackwell zur „am schlechtesten gekleideten Frau 2007“ gekürt und führt somit die letzte von ihm veröffentlichte Blackwell-Liste an.[16]

## Diskografie

### Studioalben
| Jahr | Titel            | Höchstplatzierung, Gesamtwochen, AuszeichnungChartsChartplatzierungen (Jahr, Titel, Platzierungen, Wochen, Auszeichnungen, Anmerkungen) | Anmerkungen                           |
| Jahr | Titel            | UK | Anmerkungen                           |
| ---- | ---------------- | --- | ------------------------------------- |
| 2001 | Victoria Beckham | UK10 (3 Wo.)UK | Erstveröffentlichung: 1. Oktober 2001 |

### Singles
| Jahr | Titel Album                                | Höchstplatzierung, Gesamtwochen, AuszeichnungChartplatzierungen (Jahr, Titel, Album, Platzierungen, Wochen, Auszeichnungen, Anmerkungen) | Höchstplatzierung, Gesamtwochen, AuszeichnungChartplatzierungen (Jahr, Titel, Album, Platzierungen, Wochen, Auszeichnungen, Anmerkungen) | Anmerkungen                                                                              |
| Jahr | Titel Album                                | CH | UK | Anmerkungen                                                                              |
| ---- | ------------------------------------------ | --- | --- | ---------------------------------------------------------------------------------------- |
| 2000 | Out of Your Mind True Stepping             | CH98 (1 Wo.)CH | UK2 Gold · (20 Wo.)UK | Erstveröffentlichung: 17. August 2000 True Steppers feat. Dane Bowers & Victoria Beckham |
| 2001 | Not Such an Innocent Girl Victoria Beckham | — | UK6 (11 Wo.)UK | Erstveröffentlichung: 17. September 2001                                                 |
| 2002 | A Mind of Its Own Victoria Beckham         | — | UK6 (7 Wo.)UK | Erstveröffentlichung: 11. Februar 2002                                                   |
| 2003 | This Groove / Let Your Head Go –           | — | UK3 (8 Wo.)UK | Erstveröffentlichung: 29. Dezember 2003                                                  |

## Buchveröffentlichungen
- Learning to Fly. Michael Joseph Ltd (2001) ISBN 978-0-7181-4491-3.
- That Extra Half an Inch: Hair, Heels and Everything in Between. Michael Joseph Ltd (2006) ISBN 978-0-7181-4991-8.

## Auszeichnungen
- 1997: MTV Europe Music Award als Beste Band für die Spice Girls
- 1998: World Music Award für die Spice Girls
- 1999: Goldene Himbeere als Schlechteste Schauspielerin für  Spiceworld – Der Film
- 2000: BRIT Award: Sonderpreis für Lebensleistung für Spice Girls
- 2007: britische Glamour: "Frau des Jahres" und "Unternehmerin des Jahres"[19]
- 2008: US-amerikanischer Modehersteller Victoria’s Secret als World’s sexiest mother (sexieste Mutter der Welt)[20]
- 2011: British Fashion Award für die beste Designermarke.
- 2013: Bambi in der Kategorie Design
- 2017: Officer des Order of the British Empire